# Justin Geduld
Justin Gilberto Geduld (1 de outubro de 1993) é um jogador de rugby sevens sul-africano, medalhista olímpico

## Carreira
Justin Geduld integrou o elenco da Seleção Sul-Africana de Rugbi de Sevens, na Rio 2016, conquistando a medalha de bronze.